# خانه مالاپارته
خانه مالاپارته (Casa Malaparte) خانه نویسنده ایتالیایی کورتزیو مالاپارته واقع در دماغه صخره‌ای در جزیره کاپری که به عنوان یکی از بهترین نمونه‌ها معماری معاصر ایتالیایی به‌شمار می‌آید.
کورتزیو مالاپارته یک روزنامه‌نگار و یک فعال سیاسی بسیار مهم بود، که توسط فاشیست‌ها، قبل از جنگ جهانی دوم و توسط ضد فاشیست‌ها، پس از جنگ زندانی شد. او از نفوذ سیاسی خود برای از بین بردن محدودیت ساخت در این جزیره استفاده کرد. جزیره کاپری در جنوب ایتالیا و در ورودی خلیج ناپل، نزدیک شهر ناپل واقع شده‌است. این جزیره دارای شش کیلومتر طول و حداکثر دو و نیم کیلومتر عرض است. ارتفاع صخره‌های آهکی آن به ۲۷۵ متر می‌رسد و مرتفع‌ترین نقطه جزیره از سطح دریا ۵۸۶ متر است. در این جزیره آثار باستانی فراوانی متعلق به پیشاتاریخ و امپراتوری رم وجود دارد، که از جمله خرابه‌های ۱۲ ویلای ساخته شده توسط امپراتور تیبریوس که ده سال در کاپری حکومت کرد، به چشم می‌خورد.
مقیاس و سادگی، رموز قدرت این ساختمان هستند. به نظر می‌رسد این ساختمان که کمی بیش از یک مکعب عریان است، قسمتی بیرون زده از همان صخره‌ای است که بر روی آن قرار دارد؛ اگر چه مانند یک دژ بر ساحل دریا حکم‌فرمایی می‌کند. این طرح معمولاً به معمار خردگرا آدالبرتو لیبرا نسبت داده می‌شود؛ اما طرح لیبرا چیزی بیش از یک نقطه آغاز نبود. این خود کورزیو مالاپارت بود که شکل دهنده نهائی ساختمان بود.
مهم‌ترین ویژگی این ساختمان، مجموعه پله‌های گوه شکلی می‌باشد که تا روی تراس سقفی در قسمت ساحلی بنا پیش رفته‌است. فضاهای داخلی اکثراً کوچک و اتاق‌هایی جعبه مانند می‌باشند، به استثنای نشیمن اصلی که محوطه‌ای بظاهر بیرونی و عظیم دارد.
پنجره‌هایی دلباز و خوش‌منظره عظیم، چشم‌اندازهایی هومری از خلیج ناپل دارند. این خانه برای اولین بار، ۶ سال بعد از فوت مالاپارت توجه اذهان عمومی را به خود اختصاص داد و آن هنگامی بود که ژان لوک گدار آنجا را به‌عنوان محل فیلم‌برداری فیلم خود بنام خفت با بازی بریژت باردو انتخاب کرد.
کورتزیو مالاپارته، آشیانه تنهای خود را چنین توصیف کرد: «خانه‌ای شبیه خودم». از قرار معلوم او خود را تندیسی اسطوره‌ای، شاعر یا پادشاه تصور کرده‌است.